# Rio Alviela
O Alviela é um rio português que nasce na Gruta do Alviela junto à confluência com a Ribeira dos Amiais no concelho de Alcanena, freguesia da Louriceira, atravessa as freguesias de Vaqueiros, Pernes e São Vicente do Paul até desaguar no Tejo perto de Vale de Figueira no concelho de Santarém, após percorrer os seus cerca de 51,16 quilómetros de comprimento.

## Aqueduto do Alviela
O Alviela, através do Aqueduto do Alviela é um dos rios que fazem parte do sistema de abastecimento de água da EPAL à cidade de Lisboa e municípios limítrofes desde 1880. A captação é feita próximo da nascente dos Olhos d'Água. Um dos troços desse aqueduto constitui o Sifão do Canal do Alviela, notável obra de engenharia situada em Sacavém, onde o aqueduto atravessa o Rio Trancão. 
Este é o maior aqueduto gravítico de Portugal, com 114 quilómetros de extensão, construído para reforçar o abastecimento de água à cidade de Lisboa, trazendo-a desde Alcanena e tendo como única força motriz a gravidade.

## Afluentes
- Ribeira de Carvalhos
- Ribeira da Gouxaria
- Ribeira dos Amiais
- Ribeira da Milheirada
- Ribeira de Pernes
- Vala Rimeira
- Ribeira Vale do Forcado

## Personalidades ilustres
- Conde de Alviela